# Habropogon odontophallus
Habropogon odontophallus là một loài ruồi trong họ Asilidae. Habropogon odontophallus được Weinberg & Tsacas miêu tả năm 1973. Loài này phân bố ở vùng Cổ Bắc giới.